# Сант-Агата-ди-Пулья
Сант-Агата-ди-Пулья (итал. Sant'Agata di Puglia) — коммуна в Италии, располагается в регионе Апулия, в провинции Фоджа.
Население составляет 1896 человек (31-12-2018), плотность населения составляет 16,33  чел./км². Занимает площадь 116 км². Почтовый индекс — 71028. Телефонный код — 0881.
Покровителями коммуны почитаются святая Агата, празднование 5 февраля, святой Лаврентий и San Rocco.

## Демография
Динамика населения:

## Администрация коммуны
- Официальный сайт: http://www.comune.santagatadipuglia.fg.it/

## Примечание
1. ↑  Statistiche demografiche ISTAT. demo.istat.it. Дата обращения: 29 ноября 2019. Архивировано 14 января 2018 года.